# 셀 (이동 통신)
셀(cell)또는 셀룰러 네트워크(Cellular network), 모바일 네트워크(mobile network)은 이동 통신에서 하나의 기지국이 포괄하는 지역을 가리키는 개념이다. 휴대전화를 뜻하는 영어인 셀룰러 폰(cellular phone)은 여기에서 유래하였다. 이동 통신은 제한된 주파수 대역을 다수의 사용자가 이용하므로 주파수의 재활용이 중요한 기술적 요소가 된다. 주파수 대역을 달리하는 몇 종류의 셀을 조합하여 서비스 지역을 확대할 수 있다.

## 기본 개념

셀을 이용한 주파수 재활용

이동 통신에서는 하나의 주파수 대역에 다수의 사용자를 수용하기 위해 다중접속 기술을 사용한다. 그러나, 다중 접속을 사용하더라도 일정량 이상의 사용자가 동시에 접속하면 채널 포화가 일어나 정상적인 서비스가 어렵게 된다. 이동 통신에서는 제한된 주파수 자원을 보다 효율적으로 사용하기 위하여 넓은 지역을 작은 셀로 나누고 셀 중간에 위치한 기지국이 특정 주파수를 사용하여 서비스를 제공하고 있으며, 일정 거리 이상 떨어진 기지국에서 다시 동일한 주파수를 재활용하여 서비스함으로써 주파이용효율을 높이고 있다.
오른쪽의 그림을 예로 들면, 전체 이동 통신 서비스를 위하여 4종류의 주파수가 이용되고 있다. 인접한 셀들은 서로 다른 주파수를 사용하여 주파수 간섭에 의한 문제를 회피하면서 떨어진 셀에서는 동일 주파수를 재활용하는 것을 볼 수 있다. 이렇게 셀을 구성하면 방대한 지역을 제한된 몇 개의 주파수로 서비스할 수 있다.

## 셀의 크기와 수용 용량
하나의 셀이 감당할 수 있는 최대 통화량은 일정하다. 셀은 동일한 강도를 갖는 전자파장으로 생각할 수 있으며 평면상에서 기지국을 중심으로 한 원모양이 된다. 실제로는 인접 셀과의 전파 강도에 따른 구획 조정에 따라 다각형(대개의 경우 육각형) 모양이다. 셀의 반지름을 반으로 줄이면 면적은 1/4로 줄어들게 된다. 따라서 셀의 크기를 반으로 줄일 경우 동일한 지역에는 4배의 셀이 들어서게 되고, 수용가능한 통화량도 4배로 증가하게 된다. 이를 이용하여 평소 통화량이 많은 곳의 셀은 크기를 줄이고 통화량이 적은 곳은 셀 크기는 넓게 하여 적절히 배치할 수 있다.
실제 사용되는 셀의 크기별 종류는 다음과 같다.
- 메가 셀(Mega Cell):인공위성 통신등에 사용되는 광범위 셀로 반지름 100 - 500km의 셀이다.
- 매크로 셀(Macro Cell): 반경 35Km 이내의 셀로 이동 통신 가입자가 적은 교외지역에 쓰인다.
- 마이크로 셀(Micro Cell): 0.5 km - 1 km의 반경을 갖는 셀로 이동 통신 안테나를 눈으로 볼 수 있는 정도의 거리가 주요 전파경로이다. 셀의 반경이 작아 전파가 여러 경로를 통해 안테나에 수신되는 다이버시티 효과가 일어난다.
- 피코 셀 (Pico Cell): 반경 50m 이내의 셀로 도심 밀집지역 및 지하에 배치된다.

## 섹터
하나의 셀을 보다 세분하여 섹터로 나눌 수 있다. 하나의 안테나를 통해 셀 전체를 서비스하는 경우를 전방향성 셀이라 하고, 다수의 안테나로 특정 지역을 섹터로 분할하여 서비스하는 경우를 지향성 셀이라 한다. 현재는 셀의 수용량 증가와 통화품질 향상을 위해 대부분의 셀이 지향성 셀로 설계되어 있다.

## 핸드 오프
이동 통신은 사용자가 이동하는 동안 통신을 유지하는 것을 목표로 한다. 따라서 특정한 셀에서 인접 셀로 이동할 때 통신이 끊기지 않고 지속되도록 하는 기술이 필요하다. 이러한 기술을 핸드 오프(영어: Handoff) 또는 핸드오버(영어: Handover)라 한다.

## 같이 보기
- 다중접속
- 이동 통신
- 기지국
- CDMA
- GSM
- WCDMA